# Kōichirō Katafuchi
Kōichirō Katafuchi (jap. 片渕浩一郎 Katafuchi Kōichirō; ur. 29 kwietnia 1975) – japoński piłkarz występujący na pozycji napastnika.

## Kariera piłkarska
Od 1998 do 2002 roku występował w Sagan Tosu i Albirex Niigata.

## Kariera trenerska
Po zakończeniu piłkarskiej kariery pracował jako trener w Albirex Niigata.